# Claus Vester
Claus Vester (* 27. Mai 1963 in Düsseldorf) ist ein deutscher Synchronsprecher und Hörbuchsprecher.

## Werdegang
Vester hat schon während seines Studiums erste Erfahrungen in der freien Münchener Theaterszene und bei einem Tourneetheater gesammelt. Als Synchronsprecher lieh er unter anderem Richard Rycroft als Maester Wolkan in Game of Thrones oder Marc-Anthony Massiah als Agent Kosinski in Arrow seine Stimme. Neben seiner Arbeit als Synchronsprecher und Hörbuchregisseur arbeitet er auch als Hörbuchsprecher; er las sämtliche Werke von Arno Gruen und Jesper Juul ein.

## Hörbücher
- 2011: Peter Hiess: Die zarte Hand des Todes, cc-live
- 2012: Henner Kotte: Mordsarbeit, cc-live
- 2014: Wolfgang Hohlbein: Das Netz, cc-live
- 2016: Arno Gruen: Wider die kalte Vernunft, cc-live
- 2016: Arno Gruen: Wider den Terrorismus, cc-live
- 2016: Arno Gruen: Wider den Gehorsam, cc-live
- 2017: Carl Campeau: Meine Seele kriegt ihr nie, cc-live
- 2018: Jesper Juul: Das Kind in mir ist immer da – Ein Leben für die Gleichwürdigkeit, cc-live